# Внешние чиновники империи Тан
Внешние чиновники империи Тан (кит. упр. 外官, пиньинь wàiguān, палл. вайгунь) — собирательное название всех чиновников огромной империи, служивших за пределами дворцового города и Чанъани, сюда входили экстраординарные чиновники, возглавлявшие экспедиционные войска и всё территориальное руководство.

## Гарнизоны
Существует некоторая неопределённость относительно состава руководства гарнизонов. В любом случае гарнизоны (а также заставы, посты, укреплённые города) создавались на границах, но там где войск было меньше, чем в пограничной армии, то есть это были не столь опасные участки границы. Гарнизоны несколько раз реформировались, в том числе при введении Цзедуши, так что сложно определить точный состав.
В хроники упомянуто 20 высших, 90 средних, 135 низших гарнизонов.

### Высший гарнизонкит.上鎮Шан чжэнь
- 1 Цзян кит. 將 Командующий: основной 6-й ранг.
- 2 Чжэньфу кит. 鎮副 Товарищ гарнизонного командующего: основной 6-й низший ранг.
- 1 Цанцао цаньцзюньши кит. 倉曹參軍事 Соучастник по делам отдела зернохранилищ: ранг сопровождающий 8-й низший.

Ведали зернохранилищами и складами, церемониями, нормами продовольствия и питания, медициной. Распределили дела для решения, следили за их исполнением, проверяли и визировали документы, снимали копии, ставили печати, снабжали бумагой и кистями служащих. Следили за ближайшими рынками.
- 1 Бинцао цаньцзюньши кит. 兵曹參軍事 Соучастник по делам личного состава: ранг основной 7-й низший.

### Средний гарнизонкит.中鎮Чжун чжэнь
- 1 Цзян кит. 將 Командующий: основной 7-й высший ранг.
- 1 Чжэньфу кит. 鎮副 Товарищ гарнизонного командующего: сопровождающий 7-й высший ранг.
- 1 Бинцао цаньцзюньши кит. 兵曹參軍事 Соучастник по делам личного состава: ранг основной 9-й низший.

Исполняли и обязанности цанцао. Также вели списки пограничников, производили дисциплинарные взыскания. Следили за замками, снаряжением, оружием, ослами и конями, проведением земляных и столярных работ.

### Низший гарнизонкит.下鎮Ся чжэнь
- 1 Цзян кит. 將 Командующий: основной 7-й низший ранг.
- 1 Чжэньфу кит. 鎮副 Товарищ гарнизонного командующего: сопровождающий 7-й низший ранг.
- 1 Бинцао цаньцзюньши кит. 兵曹參軍事 Соучастник по делам личного состава: ранг сопровождающий 9-й низший.

## Пограничные заставы
Отражали нападения, обеспечивали безопасность границ. В хроники упомянуто 11 высших, 86 средних, 245 низших застав.

### Высшая погранзаставакит.上戍Шан шу
50 человек.
- 1 Шучжу кит. 戍主 Начальник погранзаставы: основной 8-й низший ранг.
- 1 Шуфу кит. 戍副 Товарищ начальника погранзаставы: сопровождающий 8-й низший ранг.

### Средняя погранзаставакит.中戍Чжан шу
30-50 человек.
- 1 Шучжу кит. 戍主 Начальник погранзаставы: сопровождающий 8-й низший ранг.

### Низшая погранзаставакит.下戍Ся шу
Менее 30 человек.
- 1 Шучжу кит. 戍主 Начальник погранзаставы: основной 9-й низший ранг.

## Наместники
Стандартной территориальной единицей империи был округ — чжоу кит. 州. Но наиболее важные для империи единицы назывались фу кит. 府, примерно переводится как «резиденция», «управление».
Му кит. 牧 — пастырь, глава столичного региона. Был му округа Цзинчжао, где располагалась Чанъань и округа Хэнань, где находился Лоян. Также были да дуду и да духу соответствующих областей. Все они были циньваны — братья или сыновья императора и занимались делами ишь номинально, редко покидая столицу. Вместо му округом управлял инь — правитель или местоначальник кит. 尹, вместо да дуду и духу — чжанши и «фу да духу» (обычно он же был главой администрации вана, то есть должность совмещения), соответственно.
Дуду кит. 都督 — единоличные управляющие главенствовали над одним или более округом, имеющим стратегическое значени для страны. Окружные начальники циши кит. 刺史 формально не подчинялись военным дуду, а столице, но часто дуду совмещали и пост циши. Первых наместников назначил в 618 году Тан Гао-цзу, назвав административные главноуправляющие — цзунгуанфу кит. 總管府. В 624 они были переименованы в дуду (都督), 2/3 из них располагались в приграничных районах.
Духу кит. 都護 — наместники или «общие покровители». Назначались в округа населённые неханьцами (этническими меньшинствами). Были подобны дуду.
Люшоу кит. 留后 — местоблюститель, экстраординарный «заместитель» императора. Впервые учредил Тан Тай-цзун во время Корейского похода. Замещал находящегося в походе императора. Это был, обычно, циньван или высший сановник. Заместителем люшоу становился Да цзанцзюнь ю цзиньувэй — гвардейский генерал. Впоследствии инь (尹) также стали называться местоблюстители, а младшие правители (少尹) стали их заместителями.

### Три столицыкит.三都и особые округакит.府Сань ду хэ фу
В танской империи было три столицы: Чанъань (Западная, основная столица), Лоян (Восточная столица), Тайюань (Северная столица, родина правящего дома Ли, особой роли не играла)
- 1 Му кит. 牧 Пастырь: сопровождающий 2-й ранг.

Обычно родич императора, реально делами не занимался.
- 1 Инь кит. 尹 Местоначальник: сопровождающий 3-й ранг.

Исполнял задачи своего начальника: распространял добродетель среди населения, инспектировал уезды, ведел надзором за нравами и обычаями, инспектировал тюрьмы, помогал сиротам и вдовам.
- 2 Шаоинь кит. 少尹 Младший местоначальник: сопровождающий 4-й низший ранг.
- 2 Сылу цаньцзюньши кит. 司錄參軍事 Младший местоначальник: основной 7-й высший ранг.
- 4 Луши кит. 錄事 Секретари: сопровождающий 9-й высший ранг.

Далее следуют главы хозяйственных отделов. В особых округах их было меньше наполовину, то есть не два, а по одному:
- 2 Гунцао цаньцзюньши кит. 功曹參軍事 Соучастники по делам отдела заслуг: основной 7-й низший ранг.
- 2 Цанцао цаньцзюньши кит. 倉曹參軍事 Соучастник по делам отдела зернохранилищ: ранг основной 7-й низший.
- 2 Хуцао цаньцзюньши кит. 戶曹參軍事 Соучастник по делам подворного отдела: ранг основной 7-й низший.
- 2 Тяньцао цаньцзюньши кит. 田曹參軍事 Соучастник по делам земельных угодий: ранг основной 7-й низший.
- 2 Бинцао цаньцзюньши кит. 兵曹參軍事 Соучастник по делам отдела личного состава: ранг основной 7-й низший.
- 2 Фацао цаньцзюньши кит. 法曹參軍事 Соучастник по делам судного отдела: ранг основной 7-й низший.
- 2 Шицао цаньцзюньши кит. 法曹參軍事 Соучастник по делам общественных работ: ранг основной 7-й низший.
- 6 Цаньцзюньши кит. 參軍事 Соучастник в делах: ранг основной 8-й низший.
- 1 Вэньсюэ кит. 文學 Учёный литератор: основной 8-й высший ранг.

Преподавал пятикнижие. Эта должность формально была чиновничьей, но фактически её не являлась. У вэньсюэ были помощники. В столицах у вэньсюэ было по 80 учеников. В высших округах и великих и средних дудуфатах по 50 (или 60) человек. В низших дудуфатах и низших округах по 40 учеников, или в низших дудуфатах и средних округах по 50, а в низших округах по 40.
- 1 Исюэ боши кит. 醫學博士 Учёный знаток врачевания: сопровождающий 9-й высший ранг.

Предоставлял медицинские услуги. Имел помощника. По «Новой истори Тан» у него было по 20 учеников в столицах, дудуфатах и высших округах, в средних и низших округах по 10. По «Тан лю дянь»: в столицах по 20, в высших и средних дудуфатах и высших округах — 15, низших дудуфатах и средних округах −12, низших округах — 10.

### Дудуфукит.都督府или ДудуфатыОкруга единоличных управляющих
Округа единоличных управляющих. Несколько обычных округов объединялись в военном отношении и подчинялись военному командованию. При этом формально гражданская власть была независима от военной, но зачастую на пост один и тот же человек являлся и дуду и губернатором.
Дудуфаты делились на высшие, средние и низшие.

#### Да дудуфукит.大都督府Великий дудуфат
- 1 Дуду кит. 都督 Пастырь: сопровождающий 2-й ранг.

Возглавлял пехоту и конницу всех порученных ему округов, заботился о снаряжении, доспехах и оружии. Строил и поддерживал стены и оборонительные рвы, проверял гарнизоны крепостей и застав. Снабжал войска провиантом и решал любые иные вопросы.
- 1 Чжанши кит. 長史 Главный администратор: сопровождающий 3-й ранг.
- 2 Сыма кит. 司馬 Главный администратор: сопровождающий 4-й низший ранг.

- 1 Луши цаньцзюньши кит. 錄事參軍事 Соучаствующий в делах секретарь: основной 7-й высший ранг.
- 2 Луши кит. 錄事 Секретари: сопровождающий 9-й высший ранг.
- 1 Гунцао цаньцзюньши кит. 功曹參軍事 Соучастники по делам отдела заслуг: основной 7-й низший ранг.
- 1 Цанцао цаньцзюньши кит. 倉曹參軍事 Соучастник по делам отдела зернохранилищ: ранг основной 7-й низший.
- 1 Хуцао цаньцзюньши кит. 戶曹參軍事 Соучастник по делам подворного отдела: ранг основной 7-й низший.
- 1 Тяньцао цаньцзюньши кит. 田曹參軍事 Соучастник по делам земельных угодий: ранг основной 7-й низший.
- 1 Бинцао цаньцзюньши кит. 兵曹參軍事 Соучастник по делам личного состава: ранг основной 7-й низший.
- 1 Фацао цаньцзюньши кит. 法曹參軍事 Соучастник по делам судного отдела: ранг основной 7-й низший.
- 1 Шицао цаньцзюньши кит. 士曹參軍事 Соучастник по делам общественных работ: ранг основной 7-й низший.
- 5 Цаньцзюньши кит. 參軍事 Соучастник в делах: ранг основной 8-й низший.

- 1 Шилин кит. 市令 Начальник рынка: ранг сопровождающий 9-й высший.

Следил за соблюдением торговых правил на рынках округов.
- 1 Вэньсюэ кит. 文學 Учёный литератор: основной 8-й высший ранг.

Имел 50 (или 60) учеников.
- 1 Исюэ боши кит. 醫學博士 Учёный знаток врачевания: сопровождающий 9-й высший ранг.

Имел 20 (или 15) учеников и 2 помощника без ранга.

#### Чжун дудуфукит.中都督府Средний дудуфат
От великого дудуфата отличался следующим:
- У дуду основной 3-й ранг
- Введена должность 1 ближнего сопровождающего или бецзя кит. 別駕, основного 4-го низшего ранга.
- У чжанши основной 5-й высший ранг.
- Один сымы основного 5-го низшего ранга.
- Луши цаньцзюньши с основным 7-м низшим рангом, луши те же.
- Остальные профильные цаньцзюньши с сопровождающим 7-м низшим рангом, обычные цаньцзюньши 4 человека с сопровождающим 8-м высшим раном.
- У Вэньсюэ сопровождающий 8-й высший ранг, у Исюэ боши основной 9-й высший ранг и одни безранговый помощник.

#### Ся дудуфукит.下都督府Низший дудуфат
От великого дудуфата отличался следующим:
- У дуду сопровождающий 3-й ранг
- 1 ближний сопровождающий или бецзя кит. 別駕, сопровождающий 4-го низшего ранга.
- У чжанши сопровождающий 5-й высший ранг.
- Один сымы сопровождающего 5-го низшего ранга.
- Луши цаньцзюньши с сопровождающим 7-м низшим рангом, луши те же.
- Остальные профильные цаньцзюньши с сопровождающим 7-м низшим рангом, обычные цаньцзюньши 3 человека с сопровождающим 8-м низшим раном.
- У Вэньсюэ сопровождающий 8-й низший ранг и 40 (или 50) учеников, у Исюэ боши основной 9-й высший ранг и одни безранговый помощник, и 20 (или 12) учеников.

### Духуфукит.都護府или ДухуфатыОкруга наместников
При переводе с английских книг: протектораты. Духуфаты создавались на границах империи, там где инородцы превышали китайцев численно. Духуфу были территориями, жившими под постоянной угрозой восстания или набега врагов. Зачастую духуфу создавались смотря по военной и демографической ситуации, при сильной власти их границы невероятно расширялись и сжимались при слабости, многие духуфу целиком перемещались вдоль границы, но названия не меняли. Самые знаменитые духуфу: шаньюйское в Гоби, аньдунское в Южной Маньчжурии, Бэйтинское в Уйгурии (сильно меняло границы), Аньсийское рядом с предыдущим, Аньшаньское по в Юньнане и до Вьетнама и другие.
Было два вида духуфу: Великие духуфу кит. 大都護府 и Высшие духуфу кит. 上都護府.

#### Да духуфукит.大都護府Великий духуфат
- 1 Да духу кит. 大都護 Великий общий покровитель: сопровождающий 2-й ранг.
- 2 Фа да духу кит. 副大都護 Товарищи великого общего покровителя: сопровождающий 3-й ранг.
- 2 Фа духу кит. 副都護 Товарищ общего покровителя: основной 4-й высший ранг.

- 1 Чжанши кит. 長史 Главный администратор: основной 5-й высший ранг.
- 1 Сыма кит. 司馬 Главный администратор: основной 5-й высший низший ранг.

- 1 Луши цаньцзюньши кит. 錄事參軍事 Соучаствующий в делах секретарь: основной 7-й высший ранг.
- 2 Луши кит. 錄事 Секретари: сопровождающий 9-й высший ранг.
- 1 Гунцао цаньцзюньши кит. 功曹參軍事 Соучастники по делам отдела заслуг: основной 7-й низший ранг.
- 1 Цанцао цаньцзюньши кит. 倉曹參軍事 Соучастник по делам отдела зернохранилищ: ранг основной 7-й низший.
- 1 Хуцао цаньцзюньши кит. 戶曹參軍事 Соучастник по делам подворного отдела: ранг основной 7-й низший.
- 1 Бинцао цаньцзюньши кит. 兵曹參軍事 Соучастник по делам отдела личного состава: ранг основной 7-й низший.
- 1 Фацао цаньцзюньши кит. 法曹參軍事 Соучастник по делам судного отдела: ранг основной 7-й низший.
- 3 Цаньцзюньши кит. 參軍事 Соучастник в делах: ранг основной 8-й низший.

#### Шан духуфукит.上都護府Высший духуфат
- 1 духу кит. 大都護 Великий общий покровитель: основной 3-й ранг.
- 2 Фа дуду кит. 副都護 Товарищ общего покровителя: сопровождающий 4-й высший ранг.

- 1 Чжанши кит. 長史 Главный администратор: основной 5-й высший ранг.
- 1 Сыма кит. 司馬 Главный администратор: основной 5-й высший низший ранг.

- 1 Луши цаньцзюньши кит. 錄事參軍事 Соучаствующий в делах секретарь: основной 7-й низший ранг.
- ? Луши кит. 錄事 Секретари: сопровождающий 9-й (низший?) ранг.
- 1 Гунцао цаньцзюньши кит. 功曹參軍事 Соучастники по делам отдела заслуг: основной 7-й высший ранг.
- 1 Цанцао цаньцзюньши кит. 倉曹參軍事 Соучастник по делам отдела зернохранилищ: ранг основной 7-й высший.
- 1 Хуцао цаньцзюньши кит. 戶曹參軍事 Соучастник по делам подворного отдела: ранг основной 7-й высший.
- 1 Бинцао цаньцзюньши кит. 兵曹參軍事 Соучастник по делам отдела личного состава: ранг основной 7-й высший.
- 3 Цаньцзюньши кит. 參軍事 Соучастник в делах: ранг сопровождающий 8-й высший.

## Административно-территориальные управляющие
Стандартные территориальные единицы империи были выстроены по двухуровневой системе: уезды-сянь и округа-чжоу. Самый нижний уровень можно условно назвать местным самоуправлением, так как управлялся не государственными чиновниками, а утверждаемыми из местных жителей.
Сто крестьянских дворов (户, ху; при этом 4 семьи были соседями — линь 鄰, а пять семей пятидворной круговой поруки бао 保) были объединены в село (里 ,ли; при этом были деревни цунь 村 ниже уровнем), пять сёл в волость (鄉 ,сян). Жители городов делились на кварталы (坊, фан).
Эти низовые единицы возглавлялись начальниками чжэн кит. 正, которые в литературе также называются деревенскими старостами, старшинами, квартальными, в зависимости от положения. Деревенский староста личжэн кит. 里正, выбирался уездными властями из лично-свободных простолюдинов, имеющих наградные должности 6-9-го рангов, это чаще всего были награждённые ветераны войн. Разрешалось брать старост из соседних сёл. Деревенских старост (村正) брали просто из уважаемых простолюдинов.

### Округакит.州Чжоу
Были трёх видов: высшие, средние и низшие, в зависимости от населения. В разные времена устанавливались разные критерии численности населения для округов: 20 000-40 000 и более для высшего, 20000-25000 и более в среднем, и менее 20000-30000 в низшем.

#### Высший округкит.上州Шан чжоу
- 1 Цыши кит. 刺史 Начальник округа, первоначально «Ревизор»: сопровождающий 3-й ранг.

Возглавлял округ, полномочия как у му и иней.
- 1 Бецзя кит. 別駕 Ближний сопровождающий: сопровождающий 4-го низший ранг.
- 1 Чжанши кит. 長史 Главный администратор: сопровождающий 5-й высший ранг.
- 1 Сыма кит. 司馬 Главный администратор: сопровождающий 5-й низший ранг.

- 1 Луши цаньцзюньши кит. 錄事參軍事 Соучаствующий в делах секретарь: сопровождающий 7-й высший ранг.
- 2 Луши кит. 錄事 Секретари: сопровождающий 9-й низший ранг.

- 1 Сыгун цаньцзюньши кит. 司功參軍事 Соучастник, ведающий делами заслуг: сопровождающий 7-й низший ранг.
- 1 Сыцан цаньцзюньши кит. 司倉參軍事 Соучастник, ведающий делами зернохранилищ: ранг сопровождающий 7-й низший.
- 1 Сыху цаньцзюньши кит. 司戶參軍事 Соучастник, ведающий подворными делами: ранг сопровождающий 7-й низший.
- 1 Сытянь цаньцзюньши кит. 司田參軍事 Соучастник, ведающий делами земельных угодий: ранг сопровождающий 7-й низший.
- 1 Сыбин цаньцзюньши кит. 司兵參軍事 Соучастник, ведающий делами личного состава: ранг сопровождающий 7-й низший.
- 1 Сыфа цаньцзюньши кит. 司法參軍事 Соучастник, ведающий судебными делами: ранг сопровождающий 7-й низший.
- 1 Сыши цаньцзюньши кит. 司士參軍事 Соучастник, ведающий делами общественных работ: ранг сопровождающий 7-й низший.
- 4 Цаньцзюньши кит. 參軍事 Соучастник в делах: ранг сопровождающий 8-й низший.

- 1 Шилин кит. 市令 Начальник рынка: ранг сопровождающий 9-й высший.

Следил за соблюдением торговых правил на рынках округов.
- 1 Чэн кит. 丞 Помощник: ранг сопровождающий 9-й низший.

Помощник начальника рынка.
- 1 Вэньсюэ кит. 文學 Учёный литератор: сопровождающий 8-й высший ранг.

Имел 50 (или 60) учеников и 1 помощника без ранга.
- 1 Исюэ боши кит. 醫學博士 Учёный знаток врачевания: сопровождающий 9-й высший ранг.

Имел 20 (или 15) учеников и 1 помощника без ранга.

#### Средний округкит.中州Чжун чжоу
От великого дудуфата отличался следующим:
- У цыши основной 4-й низший ранг, у бэцзя основной 5-й низший
- У чжанши основной 6-й высший ранг.
- У сымы основного 6-го низшего ранга.
- Луши цаньцзюньши с основным 8-м высшим рангом, один луши с тем же рангом.
- Остальные профильные цаньцзюньши с основным 8-м высшим низшим рангом, обычные цаньцзюньши 3 человека с основным 9-м низшим раном.
- У Исюэ боши сопровождающий 9-й низший ранг, 10 или 12 учеников и одни безранговый помощник. Вэньсюэ был под именем цзинсюэ боши (учёный знаток канонических книг), в 780 они стали также назваться вэньсюэ в 812 должность отменена. У него было 50 учеников.
- Начальники рынков — без ранга.

#### Низший округкит.下州Сячжоу
От великого дудуфата отличался следующим:
- У цыши основной 4-й низший ранг, у бэцзя сопровождающий 5-й низший
- Чжанши нет.
- У сымы сопровождающий 6-й низший ранга.
- Луши цаньцзюньши с сопровождающим 8-м высшим рангом, один луши с тем же рангом.
- Остальные профильные цаньцзюньши с сопровождающим 8-м низшим низшим рангом, Сыгуна, Сыбина, Сыши — нет, обычные цаньцзюньши 2 человека с сопровождающим 9-м низшим раном.
- У Исюэ боши сопровождающий 9-й низший ранг, 10 учеников. Вэньсюэ был под именем цзинсюэ боши (учёный знаток канонических книг), в 780 они стали также назваться вэньсюэ в 812 должность отменена. У него было 40 учеников.
- Начальники рынков — без ранга.

### Уездакит.縣Сянь
Уезды-сянь (縣) были 4 уровней:
| Китайское название | Палладица   | Значение           | Количество дворов        |
| ------------------ | ----------- | ------------------ | ------------------------ |
| 上縣               | Шан сянь    | Высший уезд        | 5000 (позже 6000) дворов |
| 中縣               | Чжун сянь   | Средний уезд       | 2000-5000 дворов         |
| 中下縣             | Чжунся сянь | Средне-низший уезд | 1000-2000 дворов         |
| 下縣               | Ся сянь     | Низший уезд        | меньше 1000 дворов       |

Уезд возглавлял сяньлин кит. 縣令 — начальник уезда.

#### Столичный уездкит.京縣Цзин сянь
Особые единицы: два при Чанъани, два при Лояне, позже, два при Тайюане и Фэньсянь у императорской усыпальнице.
- 1 Лин кит. 令 Начальник уезда: основной 5-й высший ранг.

Повышал законопослушность, разбирал мелкие тяжбы, следил за землепользованием. Занимался переписями населения раз в 3 года. Руководил почтой, хранением зерна, следил отсутствием преступности, состоянием дорог, дамб, каналов. Мог перепоручить часть полномочий своим подчинённым, но в любом случае нёс ответственность.
- 2 Чэн кит. 丞 Помощник: ранг сопровождающий 7-й высший.
- 2 Чжубу кит. 主簿 Регистратор: ранг сопровождающий 8-й высший.
- 2 Луши кит. 錄事 Секретари: сопровождающий 9-й низший ранг.
- 6 Вэй кит. 尉 Пристав: сопровождающий 8-й низший ранг.

Распределяли дела по отделам, следили за податями и налогами тканью. Возможно, следили за безопасностью.
Остальные служащие были вспомогательными и не имели чиновничьих рангов.

#### Уезд столичной зоныкит.畿縣Цзи сянь
Расположены в столичных округах.
- 1 Лин кит. 令 Начальник уезда: основной 6-й высший ранг.
- 1 Чэн кит. 丞 Помощник: ранг основной 8-й низший.
- 1 Чжубу кит. 主簿 Регистратор: ранг основной 9-й высший.
- 2 Вэй кит. 尉 Пристав: основной 9-й высший ранг.

Отстальные служащие были вспомогательными и не имели чиновничьих рангов.

#### Высший уездкит.上縣Шан сянь
- 1 Лин кит. 令 Начальник уезда: сопровождающий 6-й высший ранг.
- 1 Чэн кит. 丞 Помощник: ранг сопровождающий 8-й низший.
- 1 Чжубу кит. 主簿 Регистратор: ранг основной 9-й низший.
- 2 Вэй кит. 尉 Пристав: сопровождающий 9-й высший ранг.

#### Средний уездкит.中縣Чжун сянь
- 1 Лин кит. 令 Начальник уезда: основной 7-й высший ранг.
- 1 Чэн кит. 丞 Помощник: ранг сопровождающий 8-й низший.
- 1 Чжубу кит. 主簿 Регистратор: ранг сопровождающий 9-й низший.
- 1 Вэй кит. 尉 Пристав: сопровождающий 9-й низший ранг.

#### Средне-низший уездкит.中下縣Чжунся сянь
- 1 Лин кит. 令 Начальник уезда: сопровождающий 7-й высший ранг.
- 1 Чэн кит. 丞 Помощник: ранг основной 9-й высший.
- 1 Чжубу кит. 主簿 Регистратор: ранг сопровождающий 9-й высший.
- 1 Вэй кит. 尉 Пристав: сопровождающий 9-й низший ранг.

#### Низший уездкит.下縣Ся сянь
- 1 Лин кит. 令 Начальник уезда: сопровождающий 7-й низший ранг.
- 1 Чэн кит. 丞 Помощник: ранг основной 9-й низший.
- 1 Чжубу кит. 主簿 Регистратор: ранг сопровождающий 9-й высший.
- 1 Вэй кит. 尉 Пристав: сопровождающий 9-й низший ранг.

## Храмы Пяти Гор и Четырёх потоковкит.五嶽四瀆У юэ сы ду
В отличие от иных культовых построек, управлявшихся государством, эти были относительно самостоятельны.
В каждом храме был всего один начальник — лин (各) основного 9-го высшего ранга, он и ведал жертвоприношениями, ему помогали 3 чтеца молитв и заклинаний (祝史, чжуши), 30 мужей (郎, лан, то есть работник без особо установленных обязанностей).

## Внутренние заставы, рынки, переправы
Заставы были призваны предотвратить перемещение преступников, бродяг и других неблагонадёжных. Для прохода нужна была подорожная (過所)

### Шан гуанькит.上關Высшая застава
По 4 сторонам света, по Чанъаньским дорогам, где проходил почтовые коммуникации.
- 1 Лин кит. 令 Начальник заставы: сопровождающий 8-й низший.
- 1 Чэнкит. 丞 Начальник заставы: основной 9-й низший.

Проверяли документы, вели учёт и т. д.

### Чжан гуанькит.中關Средняя застава
По 4 сторонам света, на Чанъаньским дорогам, где не проходил почтовые коммуникации.
- 1 Лин кит. 令 Начальник заставы: основной 9-й низший.
- 1 Чэнкит. 丞 Начальник заставы: сопровождающий 9-й низший.

### Ся гуанькит.下關Низшая застава
На остальных дорогах.
- 1 Лин кит. 令 Начальник заставы: сопровождающий 9-й низший.

### Переправыкит.津Цзинь
Были высшими и низшими. Возглавлялись приставами (尉), которые, как и их служащие не имели рангов. Переправой равно считался мост и лодачная станция. Пересечение реки не по мосту или не на лодках переправы, в принципе, считалось преступлением.

### Почтовые станциикит.驛И
Располагались в 30 ли (около 9690 метров) одна от другой. По данным династийной истории в империи было 1639 таких станций. Станцию возглавлял старшина — чжан (長), вероятно не относился к ранговому чиновничеству.

### Рынкикит.市Ши
В администрацию рынка всегда входил начальник рынка (市令) — шилин, его помощник (左, цзо, то есть «левый»), другой помощник (丞, чэн) был на рынках выше уездных. Писцы (史, ши), надзиратели (帥, шуай) следили за порядком посменно, смотрители зернохранилищ (倉督, цанду), все они были в числе 1-2 человека. На низовых рынках подобных служащих не назначали. Они не имели рангов и не являлись чиновниками.